# Vitter Bodden

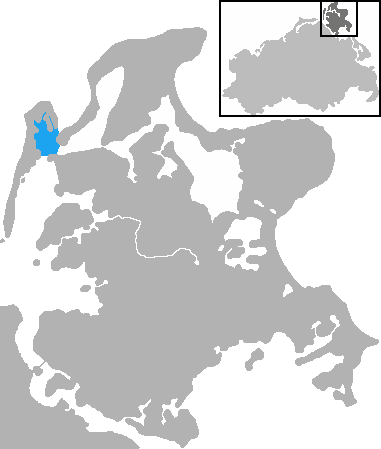
Der Vitter Bodden

Der Vitter Bodden ist eine große Lagune, auch Bodden genannt, zwischen dem Nordteil der Insel Hiddensee (mit den Halbinseln Neu- und Altbessin) im Westen und Norden und der Halbinsel Bug, Wieker Bodden und dem Nordteil der Halbinsel Schaprode im Osten. Im Norden grenzt der Bodden an die Bucht Libben an der offenen Ostsee  und im Süden an den Schaproder Bodden. Er gehört zu den Westrügener Bodden. Benannt wurde der Bodden nach Vitte, dem auf Hiddensee liegenden Hauptort am Bodden. Der Bodden ist Teil des Nationalparkes Vorpommersche Boddenlandschaft. Der Vitter Bodden ist durchgehend sehr flach (meist unter 1,5 m), nur die Fahrrinne und eine Fläche in der Mitte sind über 2 Meter tief. Im Nordwestteil ist der Bodden sehr flach und läuft in der Hahnentiefschaar aus, einem Windwatt vor Hiddensee. Hier wachsen die beiden Halbinseln Neubessin und Altbessin durch die abgetragenen Sandmassen vom Norden der Insel stetig südwärts in den Bodden. 
Koordinaten: 54° 34′ 0″ N, 13° 8′ 0″ O